# Osu! Tatakae! Ouendan
Osu! Tatakae! Ouendan! es un videojuego musical desarrollado por iNiS y distribuido por Nintendo para la consola portátil Nintendo DS. El videojuego salió el 28 de julio de 2005 solamente para el mercado japonés. Es protagonizado por un alegre escuadrón que anima rítmicamente a varias personas con problemas, presentado en el juego en el estilo de un cómic manga. En cada etapa, los jugadores usan la pantalla táctil de la consola DS para puntear puntos marcados específicamente que aparecen en el ritmo de varias canciones pop japonesas, puntuando puntos para una sincronización precisa y evitando un mal rendimiento que puede causar que la etapa termine prematuramente. Aunque nunca fue lanzado en mercados occidentales, debido a cómo era lo suficientemente popular para ser uno de los juegos más importados a estas regiones, se llevó al desarrollo de la secuela espiritual occidentalizada Elite Beat Agents.
El 17 de mayo de 2007 se publicó la segunda parte de la saga, llamada "Moero! Nekketsu Rhythm Tamashii Osu! Tatakae! Ouendan 2".

## Argumento
Se basa en un grupo de animadores (Ouendan) que acuden a ayudar a cualquier persona que tenga un problema, animándolo al ritmo de la música. El juego cuenta con 15 escenarios.
Existen 4 dificultades en el juego: modo fácil, normal, difícil, muy difícil (Easy, Normal Hard, Insane, Crazy) Mientras que en los tres primeros modos los personajes son animadores, el de mayor dificultad tiene a tres animadoras como protagonistas.

## Como jugar
Cada nivel de Ouendan se basa en una línea argumental acompañada de una canción determinada. La pantalla superior muestra el desarrollo de la historia, mientras que la pantalla táctil sitúa a los animadores. El jugador usa únicamente la pantalla táctil, realizando con el stylus diferentes acciones de acuerdo con las marcas que aparecen en pantalla. Estas pueden ser:
- Círculos: círculos numerados que deben ser tocados de acuerdo con el ritmo de la música. El momento exacto para pulsarlos es cuando la circunferencia exterior de cada uno de ellos llegue al borde del círculo.
- Pelota: se toca el círculo y se sigue un recorrido hasta el final de la línea. Debemos tocar el círculo y arrastrar la bola sin levantar el stylus de la pantalla. Puede haber varias repeticiones en una misma línea.
- Discos/Ruleta: ocupa toda la pantalla. Debemos girar el disco trazando círculos en la pantalla sin levantar el stylus lo más rápido posible para llenar una barra, antes de que el círculo verde llegue al centro del disco. Si continuamos girando el disco cuando la barra esté llena, podemos lograr puntos de bonificación.

La puntuación varía en función de la habilidad del jugador, siendo de 300, 100 o 50 puntos por cada acierto, que se acumulan a la puntuación final de cada canción. Si el jugador no lleva el ritmo al golpear uno de los círculos puede fallar, lo cual rompe el combo que pudiera llevar el jugador en ese momento y restar en la barra de "moral", que aparece en la parte superior de la pantalla táctil.
Esa barra es un indicador de cómo lo está haciendo el jugador. Si está en la zona amarilla, pasará las fases de la canción sin problemas. Si está en la zona roja (zona de peligro), pasará las fases de la canción incorrectamente y el "personaje" protagonista de la canción sufrirá un contratiempo. Si la barra se agota por completo, la canción se parará y el jugador habrá perdido.

## Canciones del juego
- 1 Asian Kung-Fu Generation "Loop & Loop"
- 2 175R "Melody"
- 3 Morning Musume "Koi no dance site"
- 4 Ulfuls "Guts da ze"
- 5 The Blue Hearts "Linda Linda"
- 6 Tomoyasu Hotei "Thrill"
- 7 nobodyknows+ "Kokoro Odoru"
- 8 B'z "Atsuki Kodou no Hate"
- 9 Linda Yamamoto "Neraiuchi"
- 10 Kishidan "One Night Carnival"
- 11 Road of Major "Taisetsu na Mono"
- 12 Hitomi Yaida "Over The Distance"
- 13 Orange Range "Shanghai Honey"
- 14 The Yellow Monkey "Taiyou ga Moete iru"
- 15 L'Arc~en~Ciel "Ready Steady Go"